# Střelba ve škole

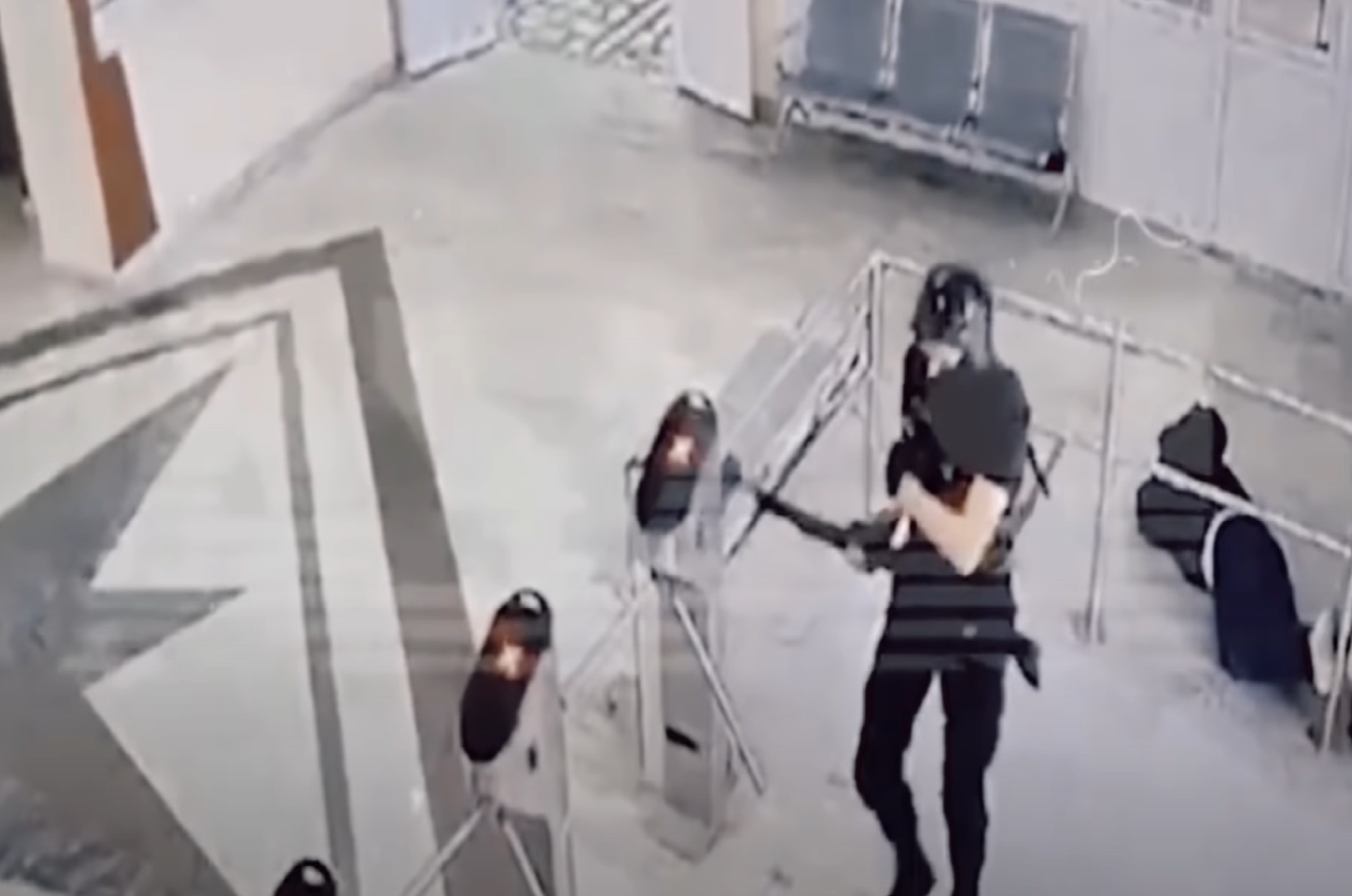
Pachatel se zbraní během střelby na Permské státní univerzitě

Střelba ve škole (anglicky school shooting) je ozbrojený útok na vzdělávací instituci, jako je základní, střední nebo vysoká škola, s použitím střelné zbraně. Mnoho střeleb ve školách je také kategorizováno jako útoky aktivního střelce kvůli většímu počtu obětí. Tento jev je nejrozšířenější ve Spojených státech amerických, kde je nejvyšší počet střeleb souvisejících se školami, i když střelby ve školách probíhají i jinde ve světě.
Podle FBI neexistuje nějaký univerzální profil pachatele, naopak se případy od sebe v mnoha ohledech liší. Jen zřídka se jedná o impulzivní čin, zpravidla je promyšlený a předem plánovaný. Také jen vzácně útoku předcházely výhrůžky. Mnoho pachatelů krátce před skutkem zažilo nějakou významnou osobní ztrátu, například úmrtí, rozchod nebo rozvod v rodině. Mnozí z nich opakovaně sledovali záznamy násilných činů a často byli fascinováni předchozími střelbami ve školách. Mezi nejčastější motivy útočníků patří: pocit zažívané šikany/pronásledování/vyhrožování (75 %) a touha po pomstě (61 %), zatímco 54 % útočníků mělo více různých důvodů. Mezi další motivy patří snaha vyřešit nějaký problém (34 %), sebevražda či pocit beznaděje (27 %) a snaha získat pozornost nebo uznání (24 %).
Zejména ve Spojených státech amerických vyvolaly střelby ve školách politickou debatu o násilí se zbraněmi, politice nulové tolerance, právu na nošení zbraní a regulaci zbraní.